# 児孫のために美田を買わず
児孫のために美田を買わず（じそんのためにびでんをかわず）は、日本語の成句。

## 概要
子孫のために財産を残したならば、このことにより子孫は楽をできるようになるものの子孫は堕落することとなる。このため子孫には財産を残すべきではないということ。
```
幾歴辛酸志始堅
丈夫玉碎恥甎全（男は
玉砕
したとしても甎全を恥ず）
我家遺事人知否
不爲兒孫買美田（子孫のために美田を買わず）
[
2
]
```

この言葉は、西郷隆盛の書いた『偶成』という漢詩の中に出てくる。そこでは、志とは辛く苦しい経験を経ることで確固となり、男たるものは玉砕することがあろとも、瓦のような安全な人生は駄目であるとする。この先に西郷隆盛自らの後々まで伝えたい遺訓を述べるのであり、この遺訓が児孫のために美田を買わずということである。
真山知幸は、この言葉の世に広まっている使用法に反対する。この言葉は子育て論ではないし、子供を甘やかすなという意味ではないとする。子孫に財産を残そうとすることは私利私欲に走るということであり、このことから志を遂げることはできないということであるとする。このため志を遂げようとするならば全てを犠牲にする覚悟を持てという意味であり、この言葉は子孫ではなく自分自身への言葉とする。
「財産を残すのではなく全てを犠牲にする覚悟を持て」と西郷隆盛が大久保利通ら政府高官に送った言葉であったとされる。大久保利通は西郷隆盛に明治維新の最高功労者として二千石の恩賞を与えたが、この際にこの言葉を送り大久保利通を批判したという説がある。
『偶成』にある玉砕と対義語の瓦全（がぜん）、甎全（せんぜん）とは、大東亜戦争における日本軍部隊の殲滅、指導層が提唱する大義、名誉などに殉じて潔く死ぬことを表現する言葉である。